# Apidycyna
Apidycyna - substancja o działaniu antybiotycznym wydzielana razem z oksydazą glukozową i lizozymem przez gruczoły gardzielowe pszczoły miodnej. Jest ona dodawana przez pszczoły do miodu i nadaje temu produktowi działanie bakteriobójcze i bakteriostatyczne.